# Сосна пицундская
Сосна пицундская (лат. Pinus brutia var. pityusa) — крупное дерево рода Сосна (Pinus) семейства Сосновые (Pinaceae), произрастающее на черноморском побережье Кавказа. Название сосны происходит от абхазского города Пицунда (восточное побережье Чёрного моря).
В современной литературе как отдельный вид обычно не выделяется, а рассматривается как разновидность Сосны калабрийской (турецкой) (Pinus brutia), распространённой по побережьям восточного Средиземноморья и Ближнего Востока.

## Распространение и экология
В основном Пицундская сосна произрастает на территории современной Абхазии. Самая крупная в мире роща такой сосны произрастает в Пицунда-Мюссерском заповеднике Республики Абхазия — 200 га. На территории РФ произрастает не более чем на 1100 га, причём из них 950 гектаров находится между с. Дивноморское (Дивноморск) и Прасковеевской щелью. Небольшие ареалы пицундской сосны также встречаются в районе Дообского маяка, на хребтах Маркотх и Туапхат, в окрестностях с. Бжид и Ольгинка.
Растёт на скалистых и песчаных береговых склонах, поднимается до 700 метров над уровнем моря, причём искусственные насаждения намного превышают естественные. Малотребовательна к почвенным условиям и влаге. Плодоношение начинается в возрасте 20—25 лет. Занесена в Красную книгу России.

## Ботаническое описание
Ствол прямой, высотой 18—24 м. Кора буро-серая, трещиноватая. Ветви буро-красные или буро-жёлтые. Крона в молодости широко-коническая, в старости — раскидистая, сравнительно округлая, не густая.
Листья тонкие, острые, по краю шероховатые, тёмно-зелёные, длиной около 12 см, шириной 0,75—1 мм.
Мужские соцветия собраны в головчатые пучки, чешуи круглые, выемчато-зубчатые, красновато-жёлтые. Шишки одиночные или по 2—3, реже 4, зрелые на коротких ножках или сидячие, горизонтально-отклонённые, яйцевидно-конические, 6—10 см длиной, 3,5—5 см в диаметре, буро-красноватые.
Семя черноватое, в 3—4 раза короче крыла.

## Значение и применение
Древесина идёт на обшивку судов и различные изделия.
Даёт много смолы и скипидара.
Разводится как садово-парковое растение.

## Таксономическое положение
Сосна пицундская ранее часто выделялась в отдельный вид, однако различия с Сосной калабрийской (турецкой) (Pinus brutia) столь невелики, что сейчас она обычно рассматривается как разновидность (или подвид) последней, а иногда даже как её синоним.
Сосне пицундской особенно близка другая разновидность Сосны калабрийской — произрастающая в Крыму, преимущественно в районе Судака, сосна Станкевича (Pinus brutia var. stankewiczii (Sukaczev) Frankis). Их также могут объединять в один таксон.
С другой стороны, ещё один географически соседний подвид калабрийской сосны — произрастающая юго-восточнее, в Грузии и Азербайджане, сосна эльдарская (Pinus brutia subsp. eldarica), наиболее далека от типового таксона и может рассматриваться как отдельный вид.

## Посадки, доступные для осмотра вдендрариях

### Бирюлёвский дендрарийвг. Москве
Сосна пицундская представлена на маточной площадке второго участка.